# Tripýla
Tripýla, en grec moderne : Τριπύλα, est un village et une ancienne communauté du district régional de Messénie, en Grèce. Depuis 2010, il est fusionné au sein du dème de Triphylie.
Selon le recensement de 2011, la population de la communauté compte 1 922 habitants tandis que celle du village s'élève à 34 habitants.